# Чеканец (област Кюстендил)
 За другото българско село с име Чеканец вижте Чеканец (Софийска област).  
Чека̀нец е село в Западна България. То се намира в община Невестино, област Кюстендил.

## География
Село Чеканец се намира в планински район, областта Пиянец. Разположено е в южните склонове на Осоговска планина, в горното течение на река Елешница. Намира се на 40 km от село Невестино.

## История
Предполага се, че в далечното минало е било махала на село Раково, но при Освобождението от османска власт било заварено като кесимджийско село.